# NGC 656
NGC 656 is een lensvormig sterrenstelsel in het sterrenbeeld Vissen. Het hemelobject werd op 20 september 1865 ontdekt door de Duits-Deense astronoom Heinrich Louis d'Arrest.

## Synoniemen
- PGC 6293
- UGC 1194
- MCG 4-5-2
- ZWG 482.4
- KARA 61